# Outshined
Singles de Soundgarden
Jesus Christ Pose
(1991) Rusty Cage
(1992)
Outshined est une chanson du groupe grunge Soundgarden. C'est la seconde piste de leur troisième album Badmotorfinger, et elle fut sortie en single en 1991.
La chanson rencontra un certain succès sur MTV et devint l'un des titres caractéristiques du groupe, notamment grâce à son riff lourd et accrocheur et à ses paroles très recherchées. Le passage "I'm looking California, and feeling Minnesota" inspira le titre du film Feeling Minnesota en 1996.

## Reprises
Le groupe de musique jazz québécois, The Lost Fingers, reprend la chanson sur leur album VS en 2020.